# Biografielijst Ow

## Owa
- Hisashi Owada (1932), Japans hoogleraar, diplomaat en rechter bij het Internationale Gerechtshof
- Owain Glyndŵr (1359-1416), prins van Wales
- Patricio O'Ward (1999), Mexicaans autocoureur

## Owe

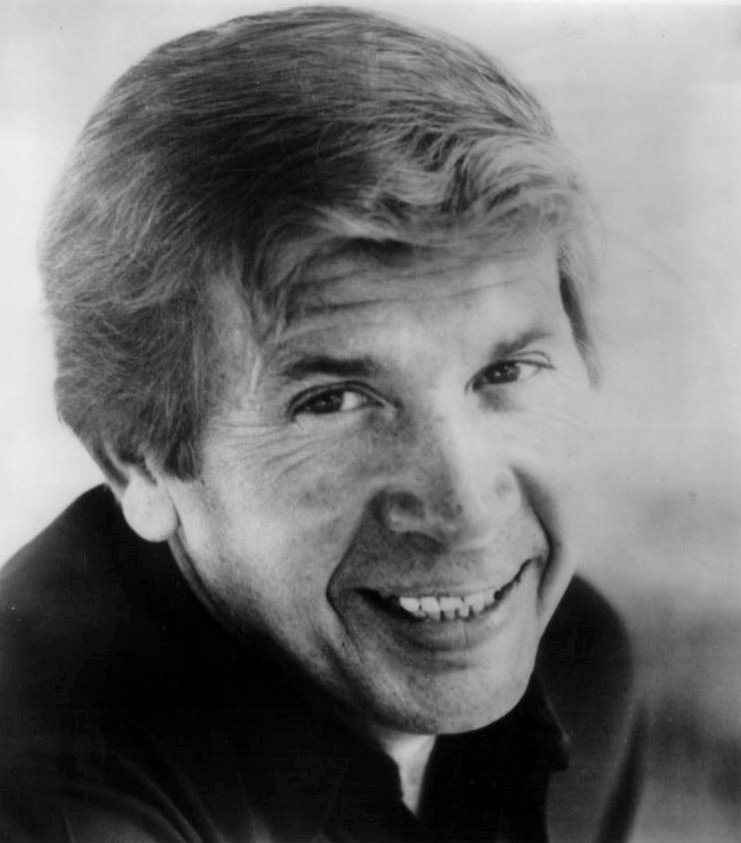
Buck Owens

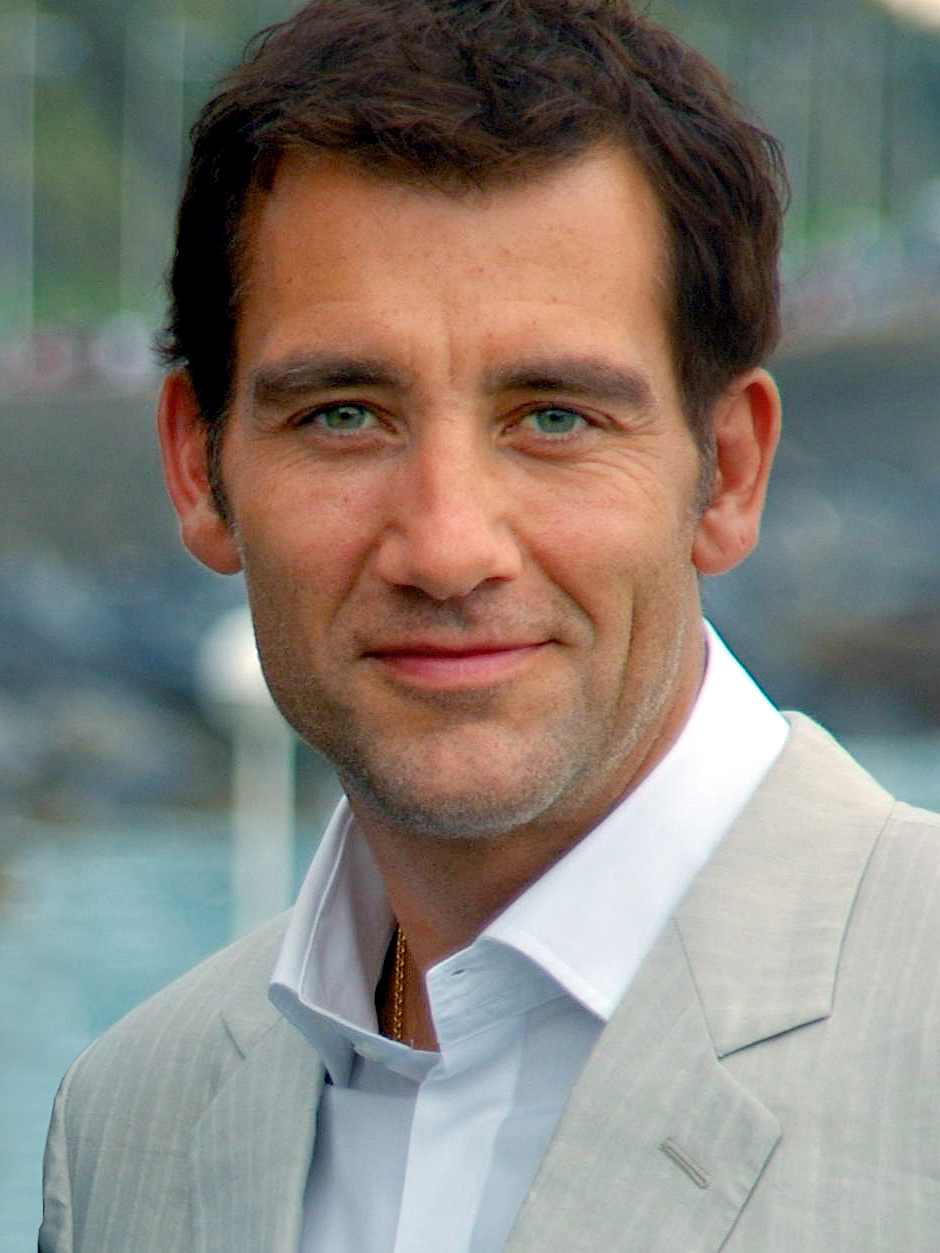
Clive Owens

- Jusuf Owega (2002), Duits autocoureur
- Arthur Owen (1915-2000), Brits autocoureur
- Charles Owen Prince (1950), Amerikaans ondernemer
- Chris Owen (1980), Amerikaans acteur
- Clive Owen (1964), Brits acteur
- Frank Owen Dobson (1886-1963), Engels schilder en beeldhouwer
- Geraint Owen (1966-2009), Welsh acteur en politicus
- Greg Owen (1972), Brits golfer
- Jack Owen (1967), Amerikaans gitarist
- Jack Owen Spillman (1969), Amerikaans seriemoordenaar
- Jenny Owen Youngs (1981), Amerikaans singer-songwriter
- John Owen (1564-1622), Welsh schrijver
- John Owen (1616-1683), Brits theoloog
- Laurence Owen (1944-1961), Amerikaans kunstschaatsster
- Logan Owen (1995), Amerikaans wielrenner
- Mark Owen (1972), Brits zanger en songwriter
- Meg Wynn Owen (1939), Brits actrice
- Michael Owen (1979), Brits voetballer
- Reginald Owen (1887-1972), Brits acteur
- Richard Owen (1804-1892), Brits anatoom, zoöloog en paleontoloog
- Robert Owen (1771-1858), Brits socialist
- Scott Owen (1975), Australisch bassist
- Seena Owen (1894-1966), Amerikaans televisie- en filmactrice
- Simon Owen (1950), Nieuw-Zeelands golfer
- Wilfred Owen (1893-1918), Brits dichter
- Buck Owens (1929-2006), Amerikaans zanger
- Florence Owens Thompson (1903-1983), Amerikaans persoon bekend van iconische foto
- Jesse Owens (1913-1980), Amerikaans atleet
- John Owens (1927-2012), Amerikaans golfer
- Kai Owens (2004), Amerikaans freestyleskiester
- Kevin Owens (1984), Canadees professioneel worstelaar
- Ricky Owens (1939-1996), Amerikaans soul- en R&B-zanger
- Robert Owens (1961), Amerikaans zanger
- Tim Owens (1967), Amerikaans zanger
- William Owens (1963), Amerikaans componist, muziekpedagoog, dirigent en saxofonist

## Owo
- Segun Owobowale (1997), Nederlands voetballer
- Patrick Owomoyela (1979), Duits voetballer

## Ows
- Augustus Owsley Stanley III (1935-2011), Amerikaans/Australisch LSD-pionier

## Owu
- Leeroy Owusu (1996), Ghanees/Nederlands voetballer
- Quincy Owusu-Abeyie (1986), Nederlands/Ghanees voetballer